# Aurel Anton
Aurel Anton (* 30. März 1928 in Sălbăgel, Kreis Timiș; † 11. November 2015) war ein rumänischer Fernschachspieler und Internationaler Meister im Fernschach (IM).

## Fernschach
Im Jahr 1959 begann Anton, Fernschach zu spielen. 
1963 wurde er rumänischer Fernschachmeister, danach qualifizierte er sich durch Siege in Europaturnieren für die Teilnahme an der 5. Europameisterschaft. Hier wurde er hinter dem Schweden Folke Ekström und dem Belgier Jozef Boey Dritter. 
Bei der 9. Europameisterschaft wurde er im Jahr 1976 gemeinsam mit Oleksandr Wajsman Europameister; beide hatten 11,5 Punkte aus 14 Partien, und auch die Feinwertung nach Sonneborn-Berger ergab Gleichstand. 
Im Finale der 9. ICCF-Fernschach-Weltmeisterschaft 1977–1983 belegte Anton den 4. Platz, bei der 11. ICCF-Fernschach-Weltmeisterschaft 1983–1989 wurde er allerdings Letzter. Auch vertrat er Rumänien bei der 9. Fernschach-Olympiade.
Im Jahr 1980 wurde Anton auf dem ICCF-Kongress der Titel eines „International Correspondence Chess Master“ (IM) verliehen.
Bei dem zwischen 1986 und 1992 ausgetragenen Einladungsturnier „40 Jahre BdF“ belegte er den 11. Platz unter 15 Teilnehmern.
Seine Wertungszahl im Fernschach liegt bei 2479 (Stand: 1993). Seitdem war Anton inaktiv.

## Berufliches
Anton war von Beruf Elektroingenieur.